# Betta pinguis
Betta pinguis är en fiskart som beskrevs av Tan och Kottelat, 1998. Betta pinguis ingår i släktet Betta och familjen Osphronemidae. IUCN kategoriserar arten globalt som sårbar. Inga underarter finns listade.